# A Star for Two
Pour plus de détails, voir Fiche technique et Distribution.
A Star for Two est un film franco-américain réalisé par Jim Kaufman sorti en 1991, inédit en France.

## Synopsis
Un couple séparé depuis des années retrouvent leurs sentiments. 

## Fiche technique
- Titre : A Star for Two
- Titre français envisagé : Une étoile pour deux
- Réalisation : Jim Kaufman
- Scénario  : Christian Bel, Jim Kaufman et Hugh Garber
- Production : Christian Bel
- Photographie : Edmond Richard
- Musique : Georges Garvarentz
- Montage :
- Son : Stéphane Van Den Bergh
- Décors :
- Pays de production :  États-Unis,  France
- Année : 1991
- Genre : drame
- Durée : 95 minutes
- Format :
- Date de sortie : 1991

## Distribution
- Lauren Bacall
- Anthony Quinn
- Jean-Pierre Aumont
- Maurice Garrel
- Thierry Magnier
- Martine de Breteuil
- Dominique Marcas
- Lila Kedrova
- Louise Vincent
- Robert Le Béal
- Jacques Marin
- Sarah Alfandary
- Carina Barone
- Véronique Baylaucq : Catherine
- Annika Bullus
- Colin Fox
- Pierre Gérald
- Maurice Jacquemont
- Susannah Kenton
- Philippe Lasry
- Patrick Salvador
- Paul Soles
- Antonella Interlenghi (sous le nom d'Almanta Suska)
- Paul Vally
- Jim Kaufman
- Francesco Quinn